# Algodre
Algodre es un municipio y lugar español de la provincia de Zamora, en la comunidad autónoma de Castilla y León. Cuenta con una población de 135 habitantes (INE 2024).

## Toponimia
Parece estar presente un término árabe, ġadîr (balsa, charca), cuyo plural ġudur, que en lengua clásica se acentúa en la primera sílaba, habría dado lugar al topónimo. Esta es la explicación de Machado para los topónimos Algodres portugueses. Se ha de suponer que la –u– final átona habrá caído y se habrá añadido una –e de apoyo. Compárese con el topónimo valenciano Algóder. Coromines y Terés señalan que el acento en el plural se dislocó en hispanoárabe hacia la segunda sílaba (ġudúr), por lo que la mayor parte de los descendientes se han transmitido en forma oxítona: así Algodor (registrado por los geógrafos hispano-árabes como nombre de las Lagunas de Ruidera). De ahí la reticencia expresada por Coromines ante la posibilidad de admitir que Algóder, y de pasada Algodre, deriven de gudur. Ello exigiría una preservación del acento clásico que no parece comprobarse, a juzgar por las menciones literarias acopiadas por Terés. De hecho, este mismo autor cita una referencia leonesa antigua, del monasterio de San Martín de Castañeda, a un San Andrés de Algodorio, que debe de contener esta misma raíz, pero con el acento dislocado (ġudúr). En todo caso, Coromines no excluye la presencia de otra base árabe, akdar (turbio, mate), cuyo plural kudr habría podido cruzarse en la evolución de Algóder y tal vez estuviese en el origen de Algodre. Semánticamente satisface más la hipótesis al-ġudur (las charcas, los lavajos), referida al arroyo de Algodre, análoga al Villamor de Cadozos sayagués.

## Geografía física

### Ubicación
El municipio se encuentra situado en la comarca zamorana de la Tierra del Pan, a unos 16 km al noreste de la ciudad de Zamora, la capital provincial.
| Noroeste: Molacillos | Norte: Gallegos del Pan | Noreste: Villalube |
| Oeste: Molacillos    |                         | Este: Villalube    |
| Suroeste: Coreses    | Sur: Coreses            | Sureste: Coreses   |

### Clima
Algodre tiene un clima mediterráneo continental con inviernos fríos y veranos cálidos. Las lluvias se concentran principalmente en dos épocas del año, la primavera y el otoño, habiendo por el contrario una marcada sequía estival.

## Naturaleza

### Flora y fauna
En las inmediaciones de los tesos son frecuentes los almendros y los pinos de repoblación y, en menor medida, las encinas. En las riberas de los arroyos son habituales los espadañales y juncales. En el resto del término se localizan varias alamedas. Los arbustos más frecuentes son la escoba amarilla y varios tipos de tomillos y romero. 
Las especies animales más habituales son los conejos, liebres, pequeños roedores, cigüeñas, golondrinas, milanos y lechuzas.

### Geología
El relieve se define por el pequeño valle que forma el arroyo de Algodre y los tesos próximos a la localidad, destacando el teso Mayo (784 m), junto a otros como el teso la Miel o el teso del Grillo. Desde el teso Mayo se vislumbra un paisaje suave en donde predominan un valle en torno al arroyo y una vega fértil de campos de cereal y regadío. El arroyo atraviesa parte de la comarca, la Tierra del Pan, para finalmente desembocar en el río Duero.
En el subsuelo, originado por largos procesos de sedimentación, perdomina la presencia de arcillas, margas, areniscas y conglomerados calcáreos. 

## Historia
Restos arqueológicos hallados en el yacimiento de «Las Regueritas» sitúan los primeros asentamientos humanos conocidos en la Edad de Bronce. 
El emplazamiento actual del pueblo se origina en la repoblación medieval, llevada a cabo durante el avance de la Reconquista para ocupar las tierras próximas al Duero durante el reinado de Alfonso III en el siglo X. La primera cita documental de Algodre data del año 962, según el Becerro de Sahagún. Su nombre tiene unas claras connotaciones mozárabes traducidas como ‘aguas turbias’, en referencia al arroyo que lleva su nombre.
En 1116, la reina Urraca I de León hizo cesión de la localidad de Algodre a la orden de San Juan.
El rey Fernando IV cede en 1301, con carácter vitalicio, los lugares de Algodre y Coreses al caballero Juan Alfonso de Benavides en reconocimiento por sus servicios prestados. A su muerte, volverán a ser lugares de realengo.
El convento de las Dueñas, el cabildo de la catedral de Zamora y la encomienda de Valdemimbre eran los mayores propietarios de terreno en Algodre. Las dos primeras instituciones tenían derecho de presentación en el nombramiento del párroco de la iglesia de Santa María de Belén.
A mediados del siglo XVIII se contabilizaban 28 vecinos, de los que 17 eran labradores, a los que socorría un pósito municipal de 200 fanegas de trigo en los momentos de necesidad.
Con la creación de las actuales provincias en 1833, Algodre pasó a formar parte de la provincia de Zamora, dentro de la Región Leonesa, si bien esta última carecía de cualquier tipo de competencia u órgano común a las provincias que agrupaba, teniendo un mero carácter clasificatorio, sin pretensiones de operatividad administrativa. Tras la constitución de 1978, y la diversa normativa que la desarrolla, Algodre pasó a formar parte en 1983 de la comunidad autónoma de Castilla y León, en tanto municipio adscrito a la provincia de Zamora.

## Geografía humana

### Demografía
Cuenta con una población de 135 habitantes (INE 2024).
| Gráfica de evolución demográfica de Algodre entre 1842 y 2021                                                         |
| |
| Población de derecho según los censos de población del INE. Población de hecho según los censos de población del INE. |

## Cultura

### Patrimonio
La iglesia parroquial de Nuestra Señora de Belén es su edificio principal. Es un templo de una sola nave que ha sido restaurada recientemente. Fue edificado en sillería y mampostería en el siglo XVII con espadaña de ladrillo enfoscado. Se entra por un pórtico con arco escarzado y puerta con arco de medio punto. Destaca la complejidad arquitectónica de la capilla mayor, del siglo XVI, cubierta con bóvedas de ojivas y nervios cruceros sobre esbeltas columnas que sostienen el arco triunfal apuntado. El retablo mayor, tetrástilo, de cuatro espiras las columnas del primer cuerpo y con una hornacina de medio punto en el ático, está presidido por la Virgen de Belén, talla romántica del siglo XIII, sedente en su origen pero reformada en el siglo XVI. Son imágenes meritorias las de San Antonio, de mediados del siglo XVIII, situado en un lateral, y las tallas de San Antonio Abad, del siglo XVI, y de Santa Águeda, labradas en el siglo XVIII. Remata la composición arquitectónica San Bernardino con la mitra a los pies y una custodia y el báculo en sus manos. Esta parroquia convivió con otra dedicada a Santo Tomé, cerrada al culto en el siglo XVII y luego utilizada como panera. La «ermita de la Vera Cruz» fue transformada en cementerio en 1838.
Notables son las muestras de la arquitectura popular en barro de Algodre. Se conserva aún construcciones realizadas a base de barro, piedra, teja y madera. Estos elementos reunían tres condiciones básicas de la arquitectura popular: ser útil, ser barata y encontrarse en un entorno relativamente pronto. Entre ellas destacan las viviendas y las bodegas.
Las viviendas son sencillas, de una sola planta, con pórtico de entrada y vestíbulo, desde donde se pasaba a las salas con alcobas, habitaciones, escalera del sobrao y a la cocina con hogar. Desde allí se accedía al corral con su tenado, donde se guardaban los aperos agrícolas, el carro y la leña.
Las bodegas han tenido siempre gran importancia en la vida cotidiana de Algodre. Las fachadas cortadas a plomo dan paso a estas cuevas subterráneas, construidas excavando una galería inclinada que conducía a la cámara principal. Al mismo tiempo se abrían las zarzas para que favorecieran la aireación, evitaran la humedad y facilitaran la salida de gases de la fermentación. La tierra extraída se acumulaba encima de la galería para protegerla e impedir las filtraciones, causa principal de los temibles derrumbes. En la galería principal se abren sisas para almacenar las cubas, tinajas y toneles que conservan el vino.
También hay dos fuentes algo lejanas al pueblo a las que se iba a buscar agua antiguamente; una es la Fuente de El Tapiao y la otra la Fuente de El Raposo.

### Fiestas y tradiciones
Las fiestas de Algodre comienzan el 17 de enero, coincidiendo con la celebración de San Antón. En ellas los quintos celebran a caballo la tradicional carrera de cintas y unas fiestas con orquesta o DJ el viernes y el sábado de esa misma semana.
Se celebran las populares Águedas en el mes de febrero, cuando las mujeres toman el relevo en el mando a los varones. Luego, en San Marcos, el 25 de abril, hay misa y posterior procesión con la imagen del santo, pasando por campos para bendecirlos. El viernes y el sábado por las noches hay verbena. El domingo por la tarde se celebran unos juegos infantiles.
El primer fin de semana de agosto se celebran unas animadas fiestas. Esta localidad es muy conocida por prestar su nombre al famoso Bolero de Algodre, una de las piezas más famosas del folclore zamorano, caracterizada por su solemnidad y elegancia. Parece tener reminiscencias árabes, al decir de los folcloristas, llegados seguramente con la repoblación mozárabe, aunque fue en el siglo XII cuando adquirió su actual compostura y se hizo más suave de movimientos y de ritmo. Se bailaba en toda la comarca pero se conoce con este nombre por haber sido recogida en Algodre, en época de la postguerra.

### Gastronomía
En lo tocante a la gastronomía local ésta se compone principalmente de los productos derivados de la matanza del cerdo y los sabrosos dulces o bollos que se elaboran con motivo de las fiestas. A mediados de noviembre, con las heladas, llega el tiempo de la matanza. El primer día se come hígado encebollado, el segundo, las chichas. Con los restos se hace la torta coscarón o bollo coscarón. En el Arroyo de Algodre se pueden pescar cangrejos en las épocas del año establecidas.
Puede practicarse la caza menor en los lugares y fechas establecidos, ya que abundan especies como las perdices, liebres, conejos o palomas torcaces, entre otros.